# 金莲川幕府
金莲川幕府是忽必烈在金莲川（今河北省张家口市坝上沽源县丰源店乡老掌沟村）设立的幕府。1251年，蒙哥继任蒙古大汗，任忽必烈总领漠南汉地军国庶务。忽必烈上任后修筑潜邸，招揽蒙古族和汉族中有学识的人才，征询治国方略，包括刘秉忠、姚枢、郝经、张文谦等，他们为忽必烈出谋划策，后来大多成为元朝名臣。在金莲川幕府，忽必烈经常与汉族知识分子谈论时政，考究兴衰道理，涉及儒、释、道等三教九流、诸子百家，从中获取并采纳了许多有益建议。